# Exit Planet Dust
Az 1995-ös Exit Planet Dust a The Chemical Brothers debütáló nagylemeze. A cím utal eredeti nevük (The Dust Brothers) elhagyására. Az album szerepel az 1001 lemez, amit hallanod kell, mielőtt meghalsz című könyvben.

## Kislemezek
A Song to the Siren 1992. október 2-án jelent meg önálló kislemezként, három évvel az album előtt. 1994. január 1-jén adták ki a Fourteenth Century Sky EP-t, rajta a Chemical Beats és One Too Many Mornings dalokal. Ugyanezen a napon látott napvilágot a My Mercury Mouth EP, de a dalok közül egy sem szerepel az albumon.
Az első hivatalos kislemez, a Leave Home 1995. június 5-én jelent meg. A brit kislemezlistán a 17. helyig jutott. Ezt a Life Is Sweet követte 1995. augusztus 29-én; a brit kislemezlistán a 25. lett.

## Az album dalai
|     | Cím                                      | Szerző(k)             | Hossz |
| --- | ---------------------------------------- | --------------------- | ----- |
| 1.  | Leave Home                               | The Chemical Brothers | 5:32  |
| 2.  | In Dust We Trust                         | The Chemical Brothers | 5:17  |
| 3.  | Song to the Siren                        | The Chemical Brothers | 3:16  |
| 4.  | Three Little Birdies Down Beats          | The Chemical Brothers | 5:38  |
| 5.  | Fuck Up Beats                            | The Chemical Brothers | 1:25  |
| 6.  | Chemical Beats                           | The Chemical Brothers | 4:50  |
| 7.  | Chico's Groove                           | The Chemical Brothers | 4:48  |
| 8.  | One Too Many Mornings                    | The Chemical Brothers | 4:13  |
| 9.  | Life Is Sweet (közreműködik Tim Burgess) | The Chemical Brothers | 6:33  |
| 10. | Playground for a Wedgeless Firm          | The Chemical Brothers | 2:31  |
| 11. | Alive Alone (közreműködik Beth Orton)    | The Chemical Brothers | 5:16  |

## Fordítás
Ez a szócikk részben vagy egészben az Exit Planet Dust című angol Wikipédia-szócikk ezen változatának fordításán alapul.  Az eredeti cikk szerkesztőit annak laptörténete sorolja fel. Ez a jelzés csupán a megfogalmazás eredetét és a szerzői jogokat jelzi, nem szolgál a cikkben szereplő információk forrásmegjelöléseként.